# Noachis Terra

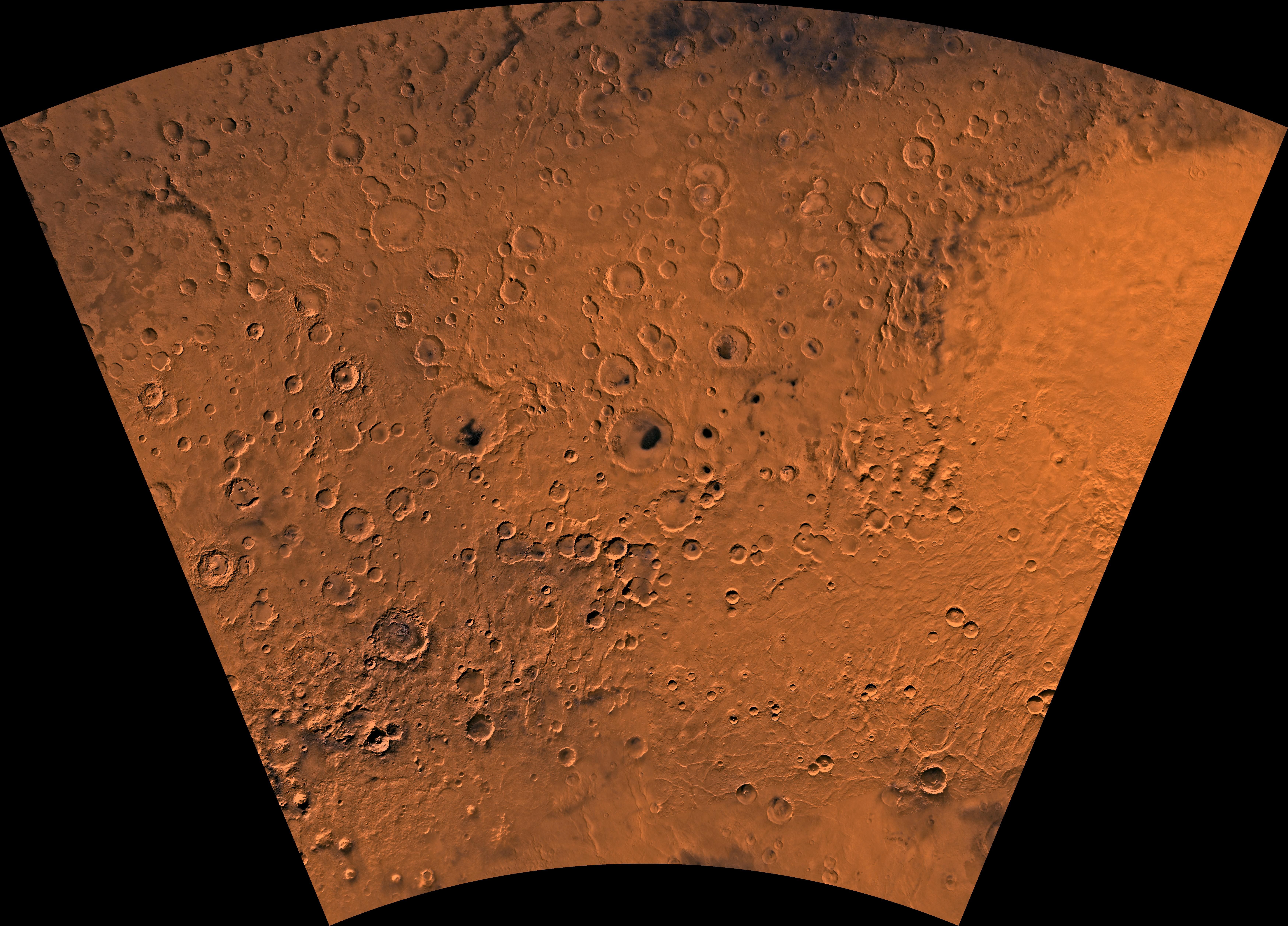
Imagen de la superficie de Marte (Noachis Terra).

Noachis Terra (literalmente, "Tierra de Noé") es una extensa masa de tierra localizada en el hemisferio sur del planeta Marte. Se encuentra ubicada entre 20 y 80 grados de latitud sur, y entre 30° O y 30° E de longitud.
El término "Era Noeica" deriva de esta región.